# Маргаритов, Николай Михайлович
Николай Михайлович Маргаритов (р. 1932) — бригадир плавильщиков комбината «Североникель» имени В. И. Ленина Министерства цветной металлургии СССР, гор. Мончегорск Мурманской области, Герой Социалистического Труда (10.03.1976).
Родился в деревне Чалинская Череповецкого района Вологодской области.
В 1946 г. вместе с родителями уехал в Мончегорск. Окончил ремесленное училище № 1, и с 1950 г. работал на «Североникеле» в кобальтовом цехе.
В 1951—1954 служил в армии. После увольнения в запас работал в плавильном цехе плавильщиком,
горновым, старшим плавильщиком.
С 1972 г. бригадир. В 1973 г. его бригада вышла победителем во Всесоюзном соревновании.
Герой Социалистического Труда (10.03.1976) - за выполнение обязательств, принятых на девятую пятилетку по увеличению производства продукции, улучшению ее качества и повышению производительности труда. Награждён орденом Трудового Красного Знамени (1971). Почётный металлург.
С 1983 г. на пенсии.